# Кора выветривания
Кора выветривания — это толща материнских пород верхней части литосферы (магматических, метаморфических или осадочных), преобразованных в континентальных условиях различными агентами (факторами) выветривания. От коренных пород отличается рыхлой структурой и химическим составом. Формирование коры выветривания происходило во все геологические периоды, её наличие свидетельствует о континентальном выветривании территории.
Кора выветривания характеризуется вертикальной зональностью — в верхней части породы наиболее разложены, содержат гидроксиды алюминия, железа, кремния. Эта часть коры называется латеритной. Следующая, каолиновая зона содержит гидроксиды железа. Третья, гидрослюдисто-монтморилоннитово-бейделитовая зона, связана с распадом магматических пород. Ниже лежат породы, не подвергшиеся выветриванию. В основе коры выветривания часто находятся гипсовые и известняковые стяжения, в верхней части коры — накопление гидрослюд, монтмориллонитов.
Кора выветривания — комплекс горных пород, образующихся на поверхности Земли в результате действия на коренные породы солнечной радиации, механического и химического воздействия воды, воздуха и живых организмов. По категории залегания выделяют площадные, линейные и смешанные коры выветривания. Толщина коры выветривания — от нескольких метров до 100 м и более. В геологической истории Земли было несколько эпох формирования мощных кор: докембрийская, верхнепалеозойская, триас-юрская, мело-палеогеновая, плиоцен-четвертичная. Реликты этих древних кор хранятся под толщей осадочных отложений или выходят на дневную поверхность. После своего образования коры выветривания нередко подвергались повторным процессам обеления, каолинизации, шамозитизации, пиритизации, карбонатизации, оглеения, засоления и т. д.
С древними корами выветривания связано образование ряда полезных ископаемых. Около 1/3 всех химических элементов, имеющих практическое значение, достигает повышенных концентраций в них. В корах выветривания образуются месторождения руд алюминия, железа, марганца, никеля, кобальта, урана, редких элементов, бария, неметаллических полезных ископаемых, таких как каолины, огнеупорные глины, магнезиты и др. С ними связано образование россыпей золота, платины, касситерита, титаномагнетита, циркона, монацита, драгоценных камней и др.